# Phrynocephalus axillaris
Espèce
Synonymes
- Phrynocephalus koslowi Bedriaga, 1906
- Phrynocephalus axillaris var. ericae Bedriaga, 1907
- Phrynocephalus axillaris var. idae Bedriaga, 1907
- Phrynocephalus axillaris var. klemenzi Bedriaga, 1907
- Phrynocephalus axillaris var. maculata Bedriaga, 1907
- Phrynocephalus axillaris var. murielis Bedriaga, 1907
- Phrynocephalus ludovici Mocquard, 1910
- Phrynocephalus nasatus Golubev & Dunayev, 1995

Statut de conservation UICN

 LC  : Préoccupation mineure
Phrynocephalus axillaris est une espèce de sauriens de la famille des Agamidae.

## Répartition
Cette espèce se rencontre au Xinjiang et au Gansu en République populaire de Chine et en Mongolie.

## Publications originales
- Blanford, 1875 : List of Reptilia and Amphibia collected by the late Dr. Stoliczka in Kashmir, Ladák, eastern Turkestán, and Wakhán, with descriptions of new species. The journal of the Asiatic Society of Bengal, vol. 44, part. 2, no 3, p. 191-196 (texte intégral).